# Tiborna (bacalhau)
A Tiborna é um prato da cozinha tradicional portuguesa da região de Entre-Douro e Minho  que é constituído por batatas e bacalhau assados no borralho e regados com o azeite que se acabou de fazer.

## Confecção
Demolha-se muito bem o lombo de bacalhau, para depois se assar na brasa. Em seguida, desfaz-se o bacalhau assado em lascas grandes.
Depois, leva-se ao forno num tabuleiro batatas pequenas, bem lavadas e abundantemente polvilhadas com sal. Consideram-se prontas quando se apresentarem estaladiças e esbranquiçadas de sal. De seguida, dá-se-lhes um apertão, uma a uma, para que estalem e vão-se colocando num tacho, onde já se encontra o bacalhau em lascas, o azeite, os dentes de alho e a pimenta.
Por fim, tapa-se o tacho e deixa-se assim abafado durante um quarto de hora, agitando de vez em quando.